# Романово (Крым)
Рома́ново (до 1948 года Арги́н-Табечи́к; укр. Романове, крымскотат. Arğın Töbeçik, Аргъын Тёбечик) — село в Ленинском районе Республики Крым в составе Виноградненского сельского поселения (согласно административно-территориальному делению Украины — Виноградненского сельсовета Автономной Республики Крым).

## Население
| 2001 | 2014 |
| ---- | ---- |
| 236  | ↘88  |

### Динамика численности
| - 1805 год — 96 чел. - 1864 год — 47 чел. - 1889 год — 35 чел. - 1892 год — 9 чел. - 1902 год — 66 чел. - 1915 год — 0/74 чел. | - 1926 год — 153 чел. - 1939 год — 185 чел. - 1989 год — 152 чел. - 2001 год — 236 чел. - 2009 год — 198 чел. - 2014 год — 88 чел. |

Всеукраинская перепись 2001 года показала следующее распределение по носителям языка
| Язык             | Процент |
| ---------------- | ------- |
| крымскотатарский | 48.31   |
| русский          | 41.95   |
| украинский       | 8.05    |
| другие           | 0.42    |

## Современное состояние
На 2017 год в Романово числится 3 улицы — Крымская, Садовая и Степная; на 2009 год, по данным сельсовета, село занимало площадь 47,5 гектара на которой, в 77 дворах, проживало 198 человек.

## География
Романово расположено в северной части района и Керченского полуострова, на левом берегу реки Самарли, на северных отрогах Парпачского хребта, высота центра села над уровнем моря — 25 м.
Находится примерно в 13 километрах (по шоссе) на юго-восток от районного центра Ленино, ближайшая железнодорожная станция — Останино (на линии Джанкой — Керчь) — около 9 километров. Транспортное сообщение осуществляется по региональной автодороге 35Н-349 от шоссе «граница с Украиной — Джанкой — Феодосия — Керчь» до Романово (по украинской классификации — С-0-10842).

## История
Историческое селение Аргин Тобечик располагалось на реке Самарли, примерно в 1,5 км юго-восточнее современного Романово, построенного в 1950-е годы..
Первое документальное упоминание села встречается в Камеральном Описании Крыма… 1784 года, судя по которому, в последний период Крымского ханства Тюпетжик входил в Арабатский кадылык Кефинского каймаканства. Перед Русско-турецкой войной 1787—1791 годов производилось выселение крымских татар из прибрежных селений во внутренние районы полуострова, в ходе которого в Аргин было переселено 5 человек. В конце войны, 14 августа 1791 года всем было разрешено вернуться на место прежнего жительства. После присоединения Крыма к России (8) 19 апреля 1783 года, (8) 19 февраля 1784 года, именным указом Екатерины II сенату, на территории бывшего Крымского Ханства была образована Таврическая область и деревня была приписана к Левкопольскому, а после ликвидации в 1787 году Левкопольского — к Феодосийскому уезду Таврической области. После Павловских реформ, с 1796 по 1802 год, входила в Акмечетский уезд Новороссийской губернии. По новому административному делению, после создания 8 (20) октября 1802 года Таврической губернии, Тобечик был включён в состав Кадыкелечинской волости Феодосийского уезда.
По Ведомости о числе селений, названиях оных, в них дворов… состоящих в Феодосийском уезде от 14 октября 1805 года , в деревне Тобечик числилось 16 дворов и 96 жителей. На военно-топографической карте генерал-майора Мухина 1817 года деревня Тобечик обозначена с 20 дворами. После реформы волостного деления 1829 года Аргин Тюбечик, согласно «Ведомости о казённых волостях Таврической губернии 1829 года», переподчинили из Кадыкойской волости в Агерманскую. На карте 1836 года в деревне 20 дворов, как и на карте 1842 года.
В 1860-х годах, после земской реформы Александра II, деревню включили в состав Арма-Элинской волости. Согласно «Списку населённых мест Таврической губернии по сведениям 1864 года», составленному по результатам VIII ревизии 1864 года, Аргин-Тобечик — владельческая татарская деревня с 3 дворами и 47 жителями при колодцах. По обследованиям профессора А. Н. Козловского начала 1860-х годов, в селении «все без исключения колодцы с весьма солёною водою, годною лишь для животных. Людьми же в пищу не употребляется». Согласно «Памятной книжке Таврической губернии за 1867 год», деревня Аргин Тобечик была покинута жителями в 1860—1864 годах, в результате эмиграции крымских татар, особенно массовой после Крымской войны 1853—1856 годов, в Турцию и заселена частью русскими из разных мест. На трехверстовой карте Шуберта 1865—1876 года в деревне Аргин-Тобечик обозначено 5 дворов.
По «Памятной книге Таврической губернии 1889 года», по результатам Х ревизии 1887 года, в деревне Аргин-Тобечик уже Петровской волости числилось 7 дворов и 35 жителей. По «…Памятной книжке Таврической губернии на 1892 год» в безземельной деревне Аргин-Тобечик, не входившей ни в одно сельское общество, числилось 9 жителей, домохозяйств не имеющих. По «…Памятной книжке Таврической губернии на 1902 год» в деревне Аргин-Тобечик, входившей в Ташлыярское сельское общество, числилось 66 жителей в 11 домохозяйствах. По Статистическому справочнику Таврической губернии. Ч.II-я. Статистический очерк, выпуск пятый Феодосийский уезд, 1915 год, в деревне Аргин-Тобечик Петровской волости Феодосийского уезда числилось 12 дворов (4 двора с землёй, 8 — безземельные) с русским населением в количестве 74 человек только «посторонних» жителей, из которых 38 мужчин и 36 женщин. Жители владели 1518 десятинами удобной земли. В хозяйствах имелось 101 лошадь, 94 вола, 34 коровы и 1045 голов овец, свиней, или коз.
После установления в Крыму Советской власти, по постановлению Крымревкома, 25 декабря 1920 года был образован Керченский (степной) уезд, а, постановлением ревкома № 206 «Об изменении административных границ» от 8 января 1921 года была упразднена волостная система и село вошло в состав Петровского района Керченского уезда, а в 1922 году уезды получили название округов. 11 октября 1923 года, согласно постановлению ВЦИК, в административное деление Крымской АССР были внесены изменения, в результате которых округа были отменены, Керченский округ слили с Феодосийским, Петровский район упразднили, влив в Керченский район. Согласно Списку населённых пунктов Крымской АССР по Всесоюзной переписи 17 декабря 1926 года, в селе Аргин-Тобечик Ленинского сельсовета Керченского района имелось 38 дворов, из них 33 крестьянских, население составляло 153 человека (77 мужчин и 76 женщин). В национальном отношении учтено: 131 русский, 19 украинцев, 3 немца. Постановлением ВЦИК «О реорганизации сети районов Крымской АССР» от 30 октября 1930 года (по другим сведениям 15 сентября 1931 года) Керченский район упразднили и село включили в состав Ленинского. По данным всесоюзной переписи населения 1939 года в селе проживало 185 человек. На подробной карте РККА Керченского полуострова 1941 года в Аргин-Тобечике обозначено 18 дворов
С 25 июня 1946 года Аргин-Тобечик в составе Крымской области РСФСР. Указом Президиума Верховного Совета РСФСР от 18 мая 1948 года, Аргин-Табечик переименовали в Романово. 26 апреля 1954 года Крымская область была передана из состава РСФСР в состав УССР. Время включения в Виноградненский сельсовет пока не установлено: на 15 июня 1960 года село уже числилось в его составе. По данным переписи 1989 года в селе проживало 152 человека. С 12 февраля 1991 года село в восстановленной Крымской АССР, 26 февраля 1992 года переименованной в Автономную Республику Крым. С 21 марта 2014 года в составе Крыма аннексировано Россией.